# ميتشيل هووكس
ميتشيل هووكس (بالإنجليزية: Mitchell Hooks)‏ هو مصمم ملصقات ‏ أمريكي، ولد في 2 أبريل 1923، وتوفي في 17 مارس 2013.